# Токтоманбетова, Кулипа
Кулипа Токтоманбетова - советский хозяйственный, государственный и политический деятель.

## Биография
Родилась в 1919 году в селе Кара-Ой. Член ВКП(б).
С 1937 года - на хозяйственной, общественной и политической работе. В 1937-1974 гг. — заведующая Отделом пионеров Тюпского районного комитета ВЛКСМ, заведующая Сектором пионеров ЦК ЛКСМ Киргизии, редактор газеты «Кыргызстан пионери», учитель школы, заведующая Отделом, 3-й секретарь Пржевальского городского комитета КП(б) Киргизии, заведующая Отделом по работе среди женщин ЦК КП(б) Киргизии, секретарь ЦК КП(б) Киргизии, редактор журнала «Кыргызстан аялдары», ректор, заведующая кафедрой политической экономии и философии Киргизского государственного женского педагогического института имени В. В. Маяковского.
Избиралась депутатом Верховного Совета СССР 3-го созыва.
Умерла в Бишкеке в 1996 году.